# Paraplatyptilia atlantica
Paraplatyptilia atlantica là một loài bướm đêm thuộc họ Pterophoridae. Nó được tìm thấy Newfoundland và Labrador và Quebec.
Sải cánh dài khoảng 20 mm. Con trưởng thành bay vào tháng 7 và tháng 8 và at up to khoảng 1,100 mét on Mount Albert. The host plant is unknown.